# Reserva do Tigre de Dudhwa
A Reserva do Tigre de Dudhwa é uma área protegida em Uttar Pradesh, que se estende principalmente pelos distritos de Lakhimpur Kheri e Bahraich e compreende o Parque Nacional de Dudhwa, o Santuário da Vida Selvagem de Kishanpur e o Santuário de Vida Selvagem de Katarniaghat. 
Abrange uma área de 1.284,3 km2 (495,9 milhas quadradas) e inclui três grandes fragmentos de floresta em meio à matriz dominada pela agricultura. Compartilha a fronteira nordeste com o Nepal, que é definida em grande parte pelo rio Mohana. A área é uma vasta planície aluvial atravessada por numerosos rios e córregos que fluem na direção sudeste. Varia em altitude de 110 a 185 m (361 a 607 pés).[carece de fontes?]

## História
Em 1987, o Parque Nacional Dudhwa e o Santuário da Vida Selvagem de Kishanpur foram levados ao âmbito do 'Projeto Tigre' como Reserva do Tigre Dudhwa. O Santuário da Vida Selvagem de Katarniaghat foi adicionado no ano de 2000. É uma das 47 reservas de tigres da Índia.

## Fauna
A área protegida é o lar de tigres, leopardos, Urso-negro-asiático, Urso-beiçudo, Rucervus duvaucelii, rinocerontes, elefantes, Axis axis, Hyelaphus, Muntiacus, javalis e Coelho-asiático.[carece de fontes?]

### Tigres
Em 2006, a população de tigres do complexo de conservação Dudhwa-Kheri-Pilibhit foi estimada em 80 a 110 tigres. Até 2010, a população aumentava para um número estimado de 106 a 118 tigres e era considerada estável. [carece de fontes?]

### O tigre reintroduzido
Em julho de 1976, Billy Arjan Singh adquiriu um filhote de tigre chamado Tara no zoológico de Twycross, no Reino Unido, criou e depois reintroduziu na natureza no Parque Nacional Dudhwa, com a permissão da então primeira-ministra da Índia, Indira Gandhi.
Na década de 1990, observou-se que alguns tigres da área protegida apresentavam a aparência típica de tigres siberianos, como cabeça grande, pêlo pálido, pele branca e listras largas, e eram suspeitos de serem híbridos de tigre bengala-siberiano. Billy Arjan Singh enviou amostras de cabelo de tigres do parque nacional ao Centro de Biologia Celular e Molecular em Hyderabad, onde as amostras foram analisadas usando a análise de sequência mitocondrial. Os resultados revelaram que os tigres em questão tinham um haplótipo mitocondrial de tigre de Bengala, indicando que sua mãe era um tigre de Bengala.
Amostras de pele, cabelo e sangue de 71 tigres coletados em vários jardins zoológicos indianos, no Museu Nacional de Calcutá e incluindo duas amostras do Parque Nacional Dudhwa foram preparadas para análises microssatélites que revelaram que dois tigres tinham alelos em dois locais, contribuídos pelos tigres de Bengala e Siberian subespécie. No entanto, amostras de duas espécies híbridas constituíam uma base de amostra muito pequena para concluir conclusivamente que Tara era a fonte dos genes do tigre siberiano.[carece de fontes?]